# Armadillidium rosai
Armadillidium rosai is een pissebed uit de familie Armadillidiidae. De wetenschappelijke naam van de soort is voor het eerst geldig gepubliceerd in 1913 door Arcangeli.